# Cupido comyntas
Cupido comyntas is een vlinder uit de familie Lycaenidae, de kleine pages, vuurvlinders en blauwtjes. De soort werd voorheen ook wel in het geslacht Everes Hübner, 1819 geplaatst, dat nu als een synoniem van Cupido wordt beschouwd.

## Kenmerken
De spanwijdte bedraagt tussen de 22 en 29 millimeter.

## Verspreiding en leefgebied
Het verspreidingsgebied beslaat de Midwest, de Noord-Amerikaanse oost- en westkust tot in Midden-Amerika. 

## Leefwijze
In het noordelijke deel zijn er twee generaties per jaar tussen april en november terwijl in het zuiden een veelvoud aan generaties voor kan komen tussen februari en november.
De waardplanten zijn soorten uit de geslachten Vicia, Astragalus, Galactia en Lespedeza. De rupsen eten de bloem(knopp)en en de zaden van de plant.